# Sông Hằng
Sông Hằng hay sông Ganges (tiếng Hindi: गंगा, tiếng Bengal: গঙ্গা, tiếng Phạn: गङ्गा / Ganga, Hán – Việt: 恆河 / 恒河 / Hằng hà) là con sông quan trọng nhất của tiểu lục địa Ấn Độ. Sông Hằng dài 2.510 km bắt nguồn từ dãy Hymalaya của Bắc Trung Bộ Ấn Độ, chảy theo hướng Đông Nam qua Bangladesh và chảy vào vịnh Bengal. Tên của sông được đặt theo tên vị nữ thần Hindu Ganga. Sông Hằng có lưu vực rộng 907.000 km², một trong những khu vực phì nhiêu và có mật độ dân số cao nhất thế giới.
Sông Hằng là sông linh thiêng nhất đối với Ấn Độ Giáo. Con sông là nguồn sống của hàng triệu người Ấn Độ sống dọc theo nó và phụ thuộc vào nó hàng ngày. Con sông có vai trò quan trọng về lịch sử với nhiều thủ đô, thủ phủ của các đế quốc trước đây (như Pataliputra, Kannauj, Kara, Kashi, Allahabad, Murshidabad, Munger, Baharampur, Kampilya, và Kolkata) nằm dọc theo bờ sông này.
Sông Hằng được xếp thứ 5 trên thế giới về mức độ ô nhiễm năm 2007. Sự ô nhiễm đe dọa không chỉ đối với con người mà còn hơn 140 loài cá, 90 loài lưỡng cư và cá heo sông Hằng. Chương trình Hành động sông Hằng với mục tiêu nhằm cải thiện tình trạng ô nhiễm môi trường của sông hầu như thất bại hoàn toàn, do thiếu chuyên môn kỹ thuật, thiếu quy hoạch môi trường tốt, và thiếu sự hỗ trợ của các chức sắc tôn giáo.

## Dòng chảy

### Thượng lưu
Sông Hằng được tạo thành ở nơi hợp lưu hai con sông đầu nguồn là sông Bhagirathi và sông Alaknanda ở dãy núi Himalaya của bang Uttaranchal thuộc Ấn Độ. Nguồn nước thường được mọi người thừa nhận là sông Bhagirathi, một con sông bắt nguồn từ động băng Gomukh tại độ cao 3.892 m ở tận cùng của sông băng Gangotri và là con sông nhỏ hơn trong hai phụ lưu chính ở đầu nguồn của sông Hằng. Sông Alaknanda được tạo thành từ những khối băng tuyết tan ra từ các đỉnh núi như Nanda Devi(7,816 m/25,643 ft),Trisul(7,120 m/23,360 ft) và Kamet (7.756 m/25.446 ft), hai sông nhánh này chảy về phía Nam qua trung độ Haymalaya đến nơi hội tụ của chúng để tạo nên sông Hằng.

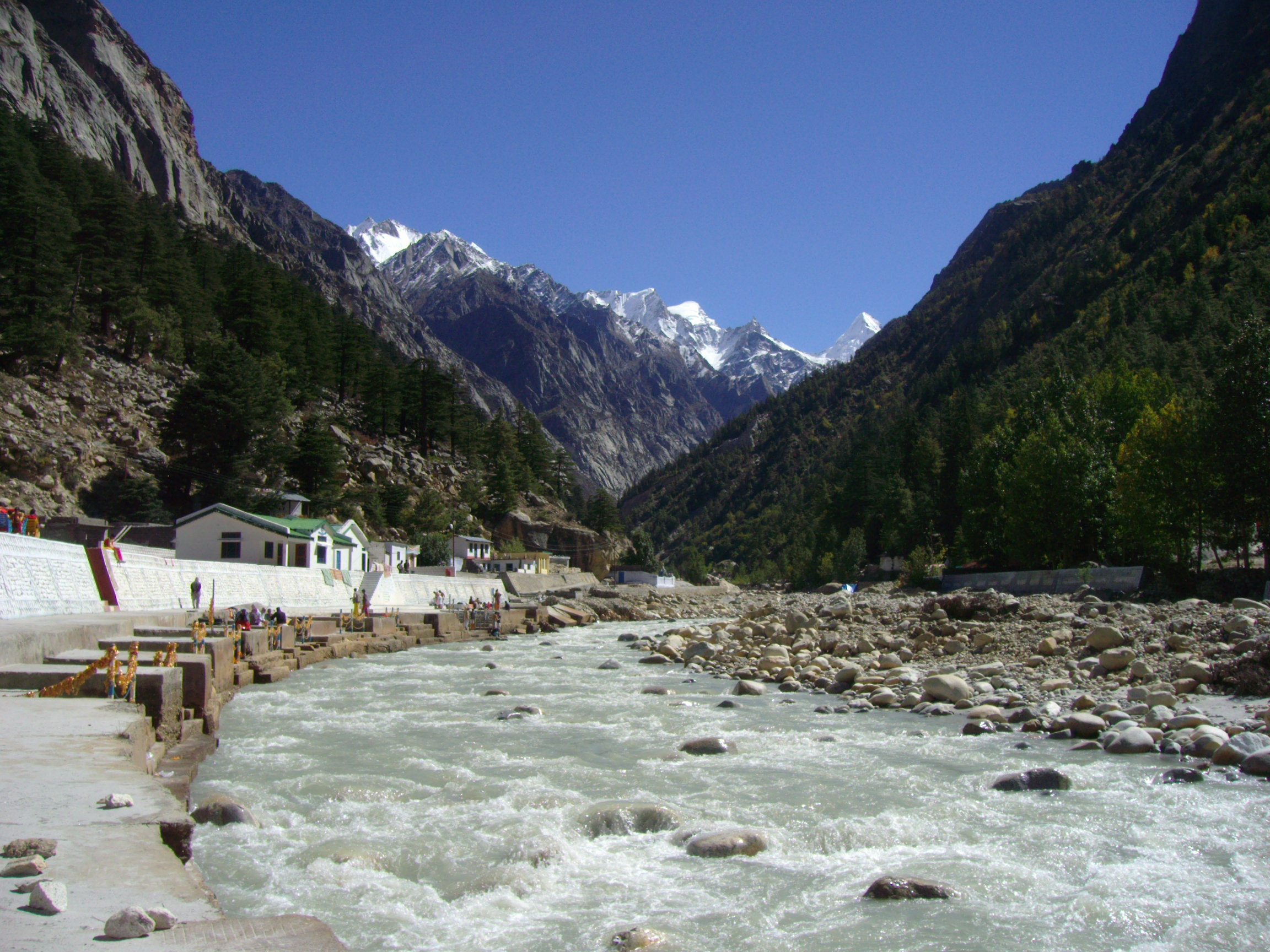
Sông Bhagirathi ở Gangotri

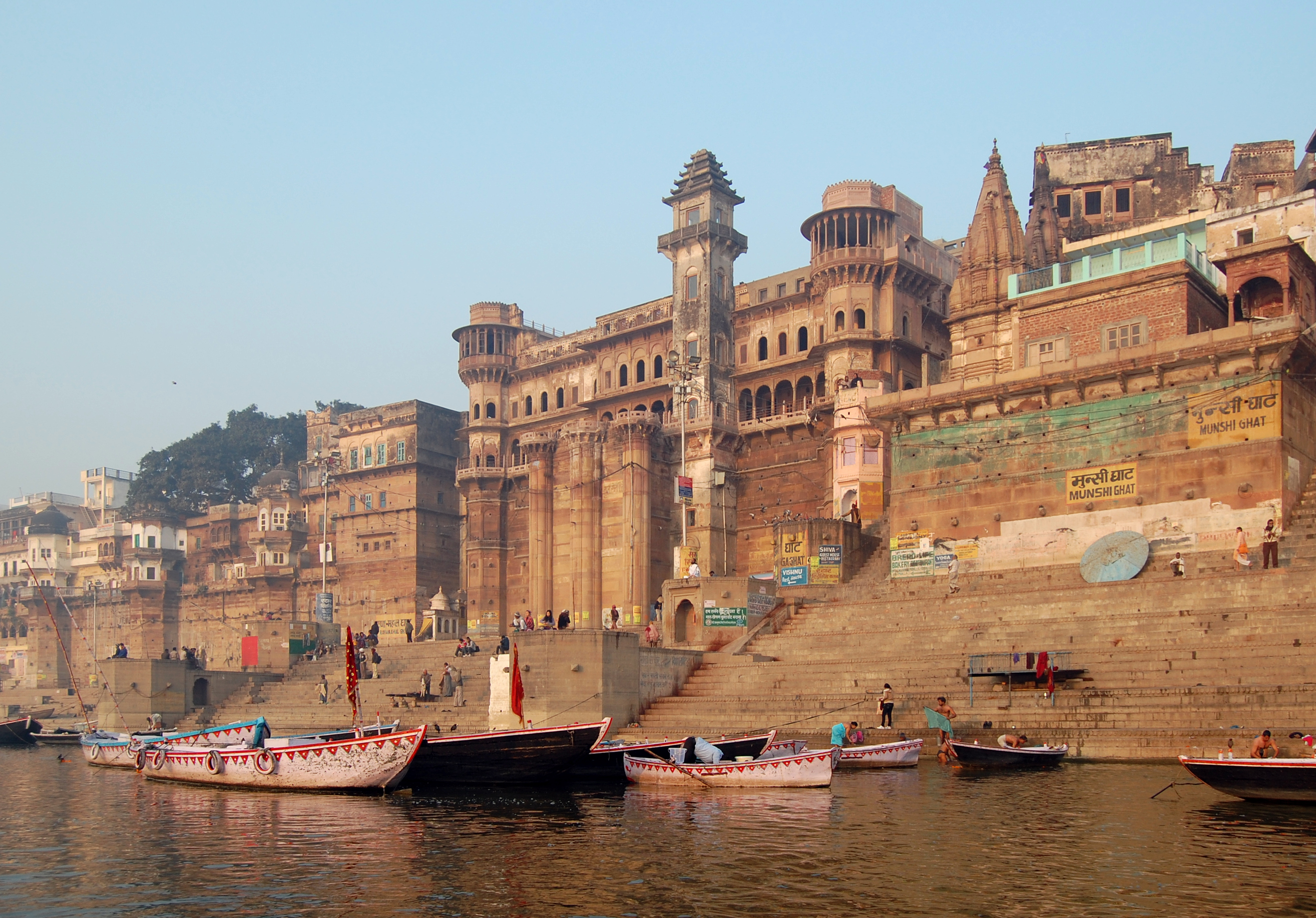
Sông Hằng chảy qua thành phố cổ Varanasi

Ngoài sông Bhagirathi và sông Alaknada, còn có bốn sông khác cũng được coi là các nguồn của sông Hằng là sông Dhauliganga, sông Nandakini, sông Pindar và sông Mandakini. Năm chỗ hợp lưu của chúng gọi là Prayag Panch, tất cả đều nằm dọc theo sông Alaknanda, theo thứ tự từ thượng nguồn trở xuống là:
- Sông Alaknanda hợp lưu với sông Dhauliganga ở Vishnuprayag;
- Sông Alaknanda hợp lưu với sông Nandakini ở Nandprayag;
- Sông Alaknanda hợp lưu với sông Pindar ở Karnaprayag;
- Sông Alaknanda hợp lưu với sông Mandakini ở Rudraprayag;
- Sông Alaknanda hợp lưu với sông Bhagirathi ở Devprayag tạo thành sông Hằng.

### Trung lưu
Sau khi chảy hơn 200 km (125 dặm), sông Hằng đến thành phố Haridwar (độ cao 310 m/1.020 ft), nơi nó xẻ dọc Dãy núi Siwalik và bắt đầu chảy theo hướng nhìn chung là Đông-Nam qua Đồng bằng sông Hằng. Tại Haridwar, một con đập đã chuyển hướng nước đến Kênh thượng lưu sông Hằng.
Chảy qua thành phố Haridwar, sông Hằng tiếp tục chảy thêm một khoảng cách gần 800 km (500 dặm) qua các thành phố Kannauj, Farukhabad và Kanpur một cách ngoằn ngoèo và không thể lưu thông bằng tàu thuyền được do có nhiều chỗ nông và thác ghềnh. Ở đoạn này, sông Hằng hợp lưu với sông Ramganga, một con sông có lưu lượng trung bình khoảng 500 m³/s(18,000 cu ft/s) chảy xuống từ dãy Hymalaya.
Tại thành phố Allahabad, sông Hằng được sông Yamuna, phụ lưu lớn nhất của nó theo chiều dài, bắt nguồn từ sông băng Yamunotri ở Hymalaya nhập vào từ hướng Tây Nam. Hai dòng sông này hợp lưu ở Triveni Sangam- Prayag ở giữa Allahabad, đây cũng là một chỗ hợp lưu linh thiêng đối với Hindu giáo giống như các chỗ hợp lưu ở thượng nguồn sông Hằng. Ở chỗ hợp lưu, sông Yamuna thậm chí còn rộng hơn cả sông Hằng với làn nước màu xanh lục, tỉnh lặn và sâu thẳm, có lưu lượng khoảng 2,950 m3/s (104,000 cu ft/s), chiếm tới khoảng 58.5% tổng lưu lượng sông Hằng ở đây; còn sông Hằng thì nông cạn hơn, chảy xiết hơn và nước trong hơn.
Sông Hằng chảy theo hướng Đông, hợp lưu với sông Tamsa(còn được gọi là sông Ton), một con sông có lưu lượng khoảng 190 m3/s (6,700 cu ft/s) chảy từ dãy núi Kaimur lên phía Bắc. Sau khi hợp lưu với sông Tamsa, sông Hằng tiếp tục hợp lưu với sông Gomti, một con sông có lưu lượng khoảng 234 m3/s (8,300 cu ft/s) chảy từ dãy Hymalaya xuống phía Nam.
Sau đó, sông Hằng hợp lưu với phụ lưu lớn nhất của nó tính theo lưu lượng và lớn thứ hai tính theo độ dài là sông Ghaghara, có lưu lượng khoảng 2,990 m3/s (106,000 cu ft/s), nhập vào sông Hằng ở tả ngạn. Sông Ghaghara được tạo thành ở nơi hợp lưu của hai con sông đầu nguồn là sông Karnali bắt nguồn từ sông băng Mapchachungo ở Tây Tạng và sông Sarda bắt nguồn ở Hymalaya. Cả hai con sông này cùng cắt xẻ dãy Hymalaya rồi chảy xuống đồng bằng Ấn-Hằng nhập lại thành sông Ghaghara.
Sau khi hợp lưu với sông Ghaghara, sông Hằng được sông Son, phụ lưu lớn nhất của nó chảy từ phía Nam lên với lưu lượng khoảng 1,000 m3/s (35,000 cu ft/s) nhập vào. Sông Hằng tiếp đó được sông Gandaki, một con sông có lưu lượng khoảng 1,654 m3/s (58,400 cu ft/s), bắt nguồn ở biên giới Tây Tạng (Trung Quốc) – Nepal trên dãy Hymalaya chảy theo xuống phía nam hợp lưu với sông Hằng. Sau khi sông Gandaki hợp lưu với sông Hằng, Sông Kosi, phụ lưu lớn thứ ba của sông Hằng sau sông Yamuna và sông Ghaghara, bắt nguồn từ Tây Tạng, có lưu lượng khoảng 2,166 m3/s (76,500 cu ft/s) hợp lưu với sông Hằng.
Từ thành phố Allahabad đến thành phố Malda của bang West Bengal, sông Hằng lần lượt chảy qua các thành phố khác như Chunar, Mirzapur, Varanasi, Ghazipur, Patna, Bhagalpur, Ballia, Buxar, Simaria, Sultanganj, và Saidpur.

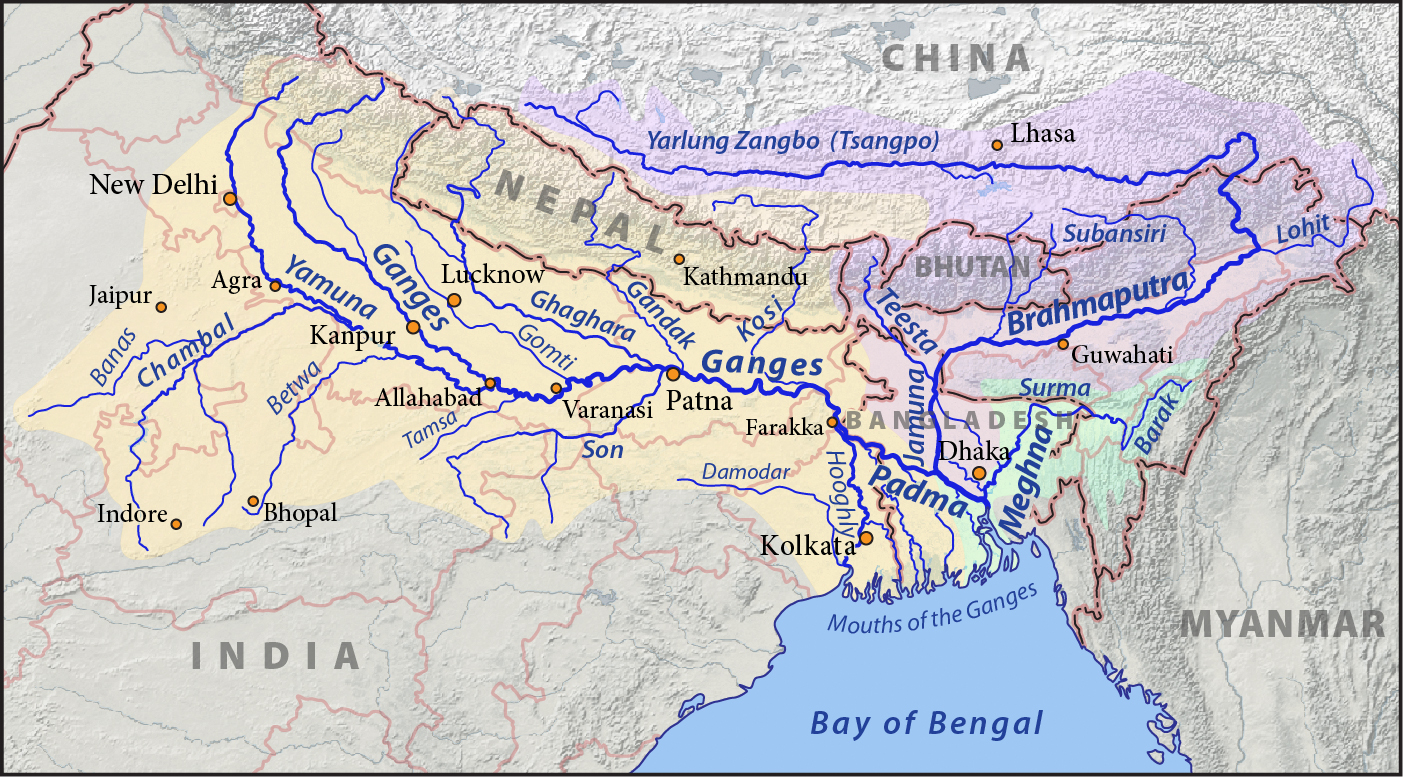
Bản đồ cụ thể lưu vực sông Hằng (màu cam), sông Brahmaputra (màu tím) và sông Meghna (màu xanh)

### Hạ lưu
Qua Bhagalpur, sông chạy quanh dãy đồi Rajmahal tại biên giới Bangladesh và bắt đầu chảy theo hướng Nam-Đông Nam. Ở đây, qua hướng Nam là Đồng bằng châu thổ sông Hằng, cách Allahabad khoảng 900 km về phía thượng lưu và cách Vịnh Bengal 450 km về phía hạ lưu. Gần Pakaur, Ấn Độ, sông Hằng chia nhánh. Nhánh Bhagirathi-Hooghly chảy về hướng Nam để tạo nên sông Hoogly, là nhánh cực Tây của đồng bằng châu thổ, cũng như là kênh vận chuyển đường thủy chính của khu vực đồng bằng này. Các tàu biển có thể chạy vào Hoogly từ cửa sông Hằng ở Vịnh Bengal đến thành phố Kolkata nằm cách cửa sông khoảng 130 km phía thượng lưu. Từ giữa thập niên 1970, Ấn Độ đã chuyển hướng nước vào sông Hoogly hay lắng bùn để tăng khả năng vận chuyển đến thành phố Kolkata nhưng điều này đã dẫn đến tranh chấp về quyền sử dụng nước với quốc gia láng giềng Bangladesh. Sông Hoogly được tạo thành từ sự hợp lưu của sông Bhagirathi-Hoogly và sông Jalangi ở thành phố Nabadwip. Con sông cũng có những phụ lưu riêng của nó, trong đó lớn nhất là sông Damodar dài 541 km (336 mi) và có lưu vực rộng 25,820 km² (9,970 sq mi). Nơi sông Hoogly đổ vào vịnh Bengal nằm ở gần đảo Sagar. Từ thành phố Malda đến cửa sông Hoogly, con sông này đã lần lượt chảy qua các thị trấn và thành phố như Murshidabad, Nabadwip, Kolkata and Howrah. 

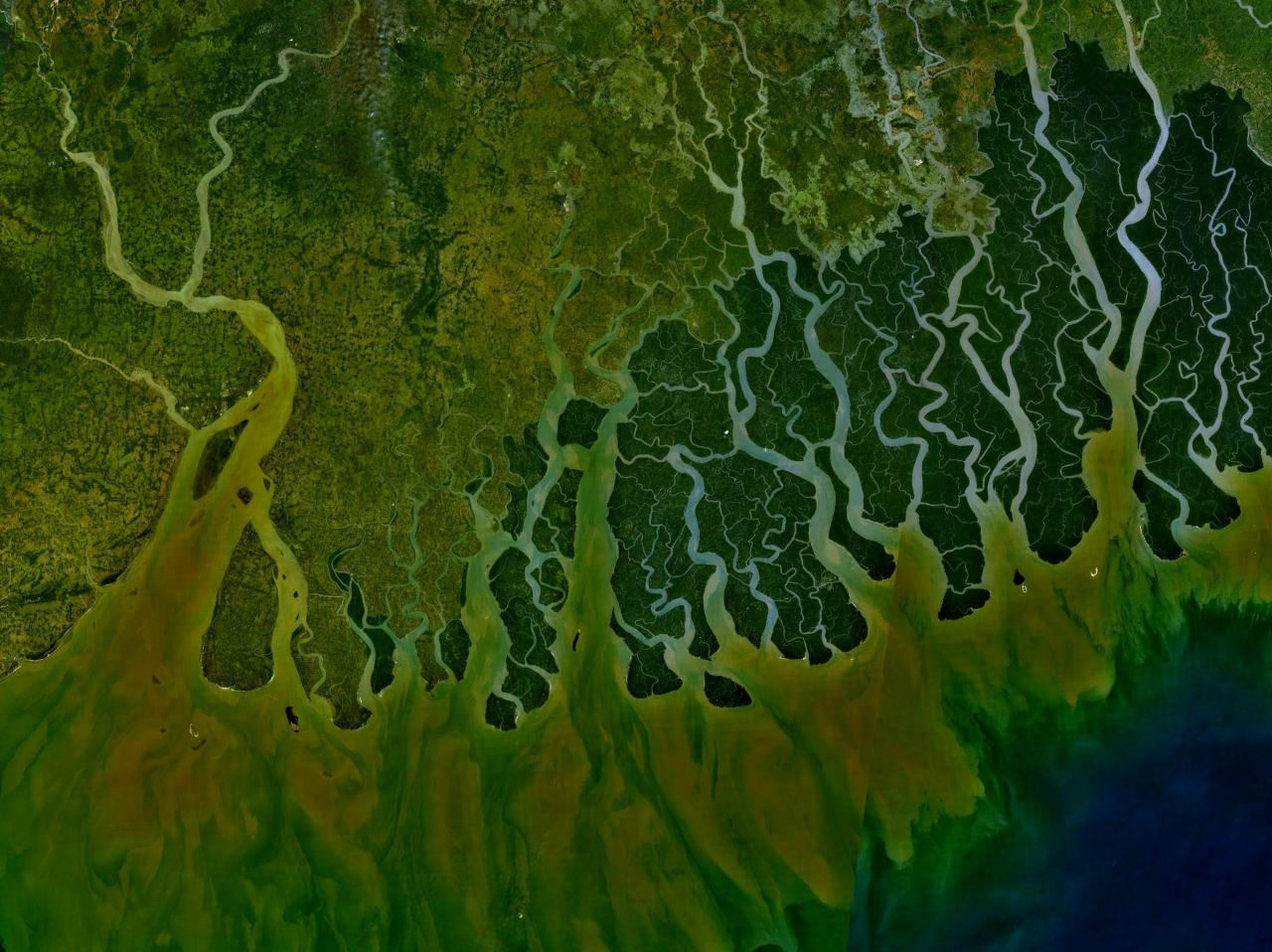
Sông Hooghly trong hình là con sông lớn nằm ở phía cực Tây của đồng bằng châu thổ sông Hằng (bên trái của hình)

Nhánh chính của sông Hằng tiếp tục chảy qua Bangladesh, nơi có đoạn nó được gọi là sông Padma. Sông Hằng đã tạo ra nhiều nhánh sông tạo thành một mạng lưới đường thủy cũng như tạo ra một trong những đồng bằng châu thổ rộng lớn và phì nhiêu nhất thế giới. Do sông Hằng mang theo trong mình lượng phù sa lớn nên vùng đồng bằng châu thổ do nó tạo ra tiếp tục mở rộng về phía vịnh. Ở phía nam đồng bằng là quần đảo Sundarbans-một trong ba quần đảo lớn của Ấn Độ, gồm một hệ thống các đảo do phù sa sông Hằng tạo nên và được rừng ngặp mạn bao phủ. Sundarbans đã được UNESCO công nhận là Di sản thế giới.

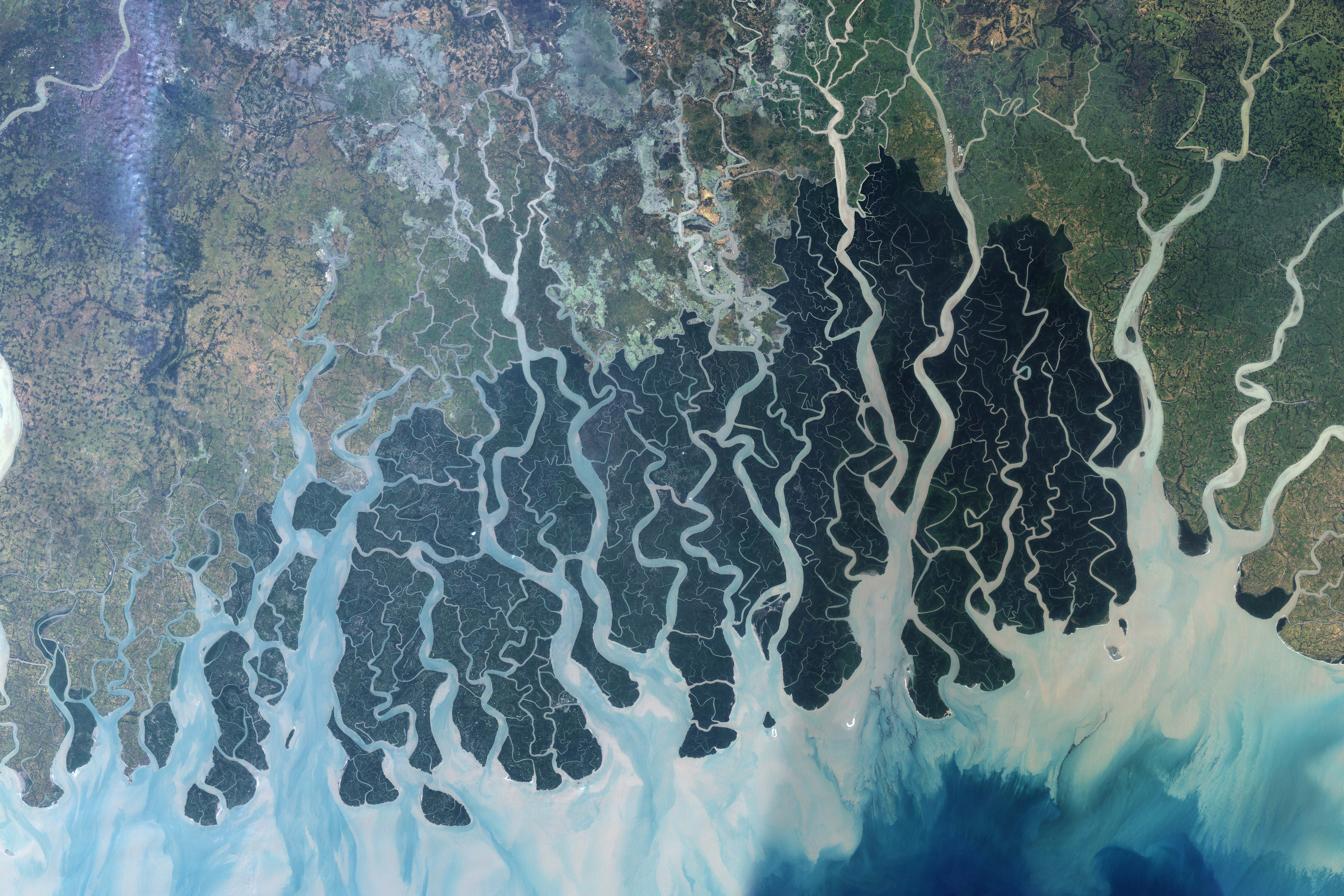
Quần đảo Sundarbans (có màu xanh đậm) nằm ven bờ biển phía nam của đồng bằng

Sông Padma tiếp tục chảy theo hướng Nam và được nhận thêm nước từ sông Jamuna đổ vào. Đây là phân lưu lớn nhất của sông Brahmaputra, một con sông hùng mạnh bắt nguồn từ sông băng Angsi ở sơn nguyên Tây Tạng, nó đã tạo thành nên hẻm núi lớn nhất thế giới- hẻm núi Yarlung-Tsangpo trên sơn nguyên này rồi cắt xẻ dãy Hymalaya trước khi chảy xuống đồng bằng Ấn-Hằng. Sông Jamuna là một con sông lớn, rộng khoảng 8–13 km (5–8 miles) từ bờ này sang bờ kia vào mùa mưa lũ và khoảng 3.2–4.8 km (2–3 miles) vào mùa khô, độ sâu trung bình của sông là khoảng 38 m, lưu lượng của nó thậm chí còn lớn hớn cả sông Padma tại chỗ hợp lưu, vào khoảng 19,300 m3/s (681,600 cu ft/s). Sau khi hợp lưu với sông Jamuna, sông Padma đã mở rộng ra rất nhiều, sâu khoảng vài trăm mét, lưu lượng trung bình lên đến 35,000 m³/s (1,200,000 cu ft/s).
Sau khi hợp lưu với sông Jamuna, sông Padma tiếp tục hợp lưu từ sông Meghna. Giống như sông Padma, sông Meghna cũng được nhận thêm nước từ sông Brahmaputra thông qua các phân lưu khác của nó như sông Brahmaputra cũ, sông Sitaiakhya và sông Dhaleshwari. Ngoài các phân lưu của sông Brahmaputra trên, sông Meghna còn có những phụ lưu khác, tiêu biểu là sông Gumti, sông Feni,... Sau khi hợp lưu, sông Padma được đổi tên thành sông hạ Meghna. Do nhận được nước từ cả ba hệ thống sông lớn là hệ thống sông Hằng, hệ thống sông Brahmaputra-Yarlung Tsangpo, hệ thống sông sông Meghna-Surma-Barak nên sông hạ Meghna là con sông lớn nhất đổ vào vịnh Bengal, nó rộng 30 km và có lưu lượng rất lớn là 42,470 m3/s (1,499,814 cu ft/s), đứng thứ ba thế giới sau sông Amazon và sông Congo vào mùa cạn và đứng thứ hai thế giới chỉ sau sông Amazon vào mùa lũ. Sông hạ Meghna đổ vào vịnh Bengal qua bốn cửa sông: Tetulia, Shahbazpur, Hatia, and Bamni.

## Thủy lợi và Thủy điện
Sông Hằng và các chi lưu của nó, đặc biệt là sông Yamuna, đã được sử dụng cho tưới tiêu từ thời cổ đại. Các đập và kênh đào đã phổ biến ở đồng bằng sông Hằng từ thế kỷ 4 TCN. Lưu vực sông Hằng-Brahmaputra-Meghna có tiềm năng thủy điện rất lớn, ước tính vào khoảng 200.000 đến 250.000 MW, gần phân nửa trong số đó dễ dàng khai thác. Đến năm 1999, Ấn Độ đã khai thác khoảng 12% tiềm năng thủy điện của sông Hằng và chỉ 1% tiềm năng to lớn của Brahmaputra.

## Tầm quan trọng về kinh tế
Lưu vực sông Hằng là khu vực đông dân nhất, sản xuất nông nghiệp lớn nhất và rộng lớn nhất ở Ấn Độ. Ở châu Á, chỉ có vùng Bình nguyên Hoa Bắc của Trung Quốc và đồng bằng sông Hồng của Việt Nam là có mật độ dân cư tương tự ở lưu vực này. Ở phần phía Tây của đồng bằng sông Hằng, con sông này cung cấp nước tưới và một hệ thống kênh rạch chằng chịt với các kênh huyết mạch chính là Kênh Thượng lưu sông Hằng và Kênh Hạ lưu sông Hằng. Các loại lương thực và hoa màu trồng trọt và thu hoạch ở khu vực này có: lúa, mía đường, đậu lăng, hạt có dầu, khoai tây và lúa mỳ. Hầu như cả khu vực đồng bằng sông Hằng đã bị khai hoang hết rừng cây và cỏ để phục vụ cho nông nghiệp.
Thông thường, hai bên bờ sông Hằng có các vùng đầm lầy và các hồ nước. Ở các khu vực đầm lầy và các khu vực ao hồ này, người ta trồng rau, lúa, ớt, cây mù tạc, vừng (mè) và cây đay. Một số khu vực khác có rừng đước và có cá sấu sinh sống.
Do sông Hằng được cấp nước từ các đỉnh núi phủ băng tuyết, lượng nước của nó vẫn giữ mức cao quanh năm và dòng sông vẫn được sử dụng làm thủy lợi thậm chí vào mùa khô và nóng từ tháng 4 đến tháng 6. Vào mùa mưa mùa Hè, lượng mưa lớn có thể gây lũ lụt hoành hành, đặc biệt là vùng đồng bằng châu thổ.

## Tầm quan trọng về tôn giáo

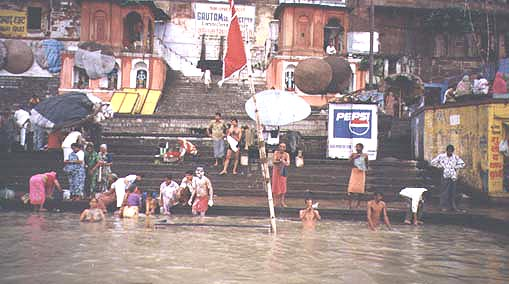
Những người hành hương tắm ở sông Hằng

Những người dân tộc Hindu, dân tộc chiếm đa số trong dân số Ấn Độ, xem sông Hằng là một dòng sông thiêng: Ganga là con gái của thần núi Himavan hay Himalaya. Theo tín ngưỡng Hindu, tắm trên sông Hằng được xem là gột rửa mọi tội lỗi, và nước sông được sử dụng rộng rãi trong các nghi lễ thờ cúng. Uống nước sông Hằng trước khi chết là một điềm lành và nhiều người Hindu đã yêu cầu được hỏa thiêu dọc hai bên sông Hằng và lấy tro thiêu của họ rải lên dòng sông.
Những người hành hương Hindu hành hương đến các thành phố thánh Varanasi, nơi các nghi lễ tôn giáo thường được cử hành; Haridwar được tôn sùng vì nó là nơi sông Hằng rời dãy Himalaya; còn Allahabad, nơi dòng sông Saraswati huyền thoại được người ta tin là chảy vào sông Hằng. Mỗi 12 năm, một lễ hội Purna Kumbha (Vạc Đầy) được tổ chức ở Haridwar và Allahabad mà trong các lễ hội này hàng triệu người đến để tắm trong sông Hằng. Những người hành hương cũng đến các địa điểm linh thiêng khác gần các thượng nguồn sông Hằng, bao gồm đền thờ dưới núi băng Gangotri.

## Ô nhiễm
Sông Hằng đang gánh chịu các mức ô nhiễm cực kỳ cao, với sự ảnh hưởng của 400 triệu dân sống gần con sông. Nước cống từ các thành phố dọc theo các đoạn sông, chất thải công nghiệp và vật dâng hiến tôn giáo bao bọc bởi các túi nhựa không thể phân hủy là những nguồn gây ô nhiễm chính đối với con sông khi nó chảy qua các khu đông dân cư. Vấn đề càng trầm trọng hơn bởi một thực tế rằng nhiều người nghèo phụ thuộc vào con sông từ các nhu cầu thiết yếu như tắm giặt và nấu nướng. Theo ước tính của Ngân hàng Thế giới chi phí chăm sóc sức khỏe từ nguồn nước ô nhiễm ở Ấn Độ bằng 3% GDP của Ấn Độ. Cũng có nhận định rằng 8% tất cả các bệnh ở Ấn Độ và 1/3 ca tử vong có thể là do các bệnh liên quan đến nguồn nước.
Varanasi, thành phố 1 triệu dân có nhiều người hành hương đến để tắm nước thánh trong sông Hằng, đã thải ra khoảng 200 triệu lít nước cống rãnh mỗi ngày của con người chưa qua xử lý, làm cho làm lượng vi khuẩn faecal coliform tăng cao. Theo các tiêu chuẩn hiện hành, nước an toàn cho tắm không chứa quá 500 con F. Coli trên 100ml nước, tuy vậy, thượng nguồn các ghat (bậc thang xuống sông) ở Varanasi nước sông đã chứa lượng vi khuẩn F. Coli gấp 120 lần vào khoảng 60.000 faecal coliform/100 ml.
Sau khi hỏa táng những người quá cố ở các bậc đá của Varanasi, xương và tro được ném xuống sông Hằng. Tuy nhiên, trong quá khứ từng có hàng ngàn xác không được hỏa táng ném xuống sông trong các trận dịch tả, làm phát tán dịch bệnh. Thậm chí ngày nay, holy men, phụ nữ mang thai, người có bệnh phong/thủy đậu, người bị rắn cắn, người tự tử, người nghèo và trẻ em dưới 5 tuổi không được hỏa táng tại các bậc đá nhưng được thả trôi để phân hủy trong nước. Ngoài ra, những người không có đủ một lượng gỗ lớn để hỏa táng toàn bộ thi thể, bỏ lại nhiều phần cơ thể bị đốt phân nửa.
Sau khi đi qua Varanasi, và tiếp nhận 32 dòng nước thải chưa xử lý của thành phố, hàm lượng F. Coli trong sông tăng lên từ 60.000 đến 1,5 triệu, với giá trị đỉnh quan sát được là 100 triệu/100 ml. Uống và tắm trong dòng nước này có nguy cơ bị lây nhiễm rất cao.
Trong khoảng năm 1985 và 2000, 10 tỉ Rs. tương đương 226 triệu USD được tiêu tốn cho chương trình hành động sông Hằng, đây là một sáng kiến môi trường trong nỗ lực làm sạch một dòng sông ô nhiễm nhất trên thế giới." Chương trình hành động sông Hằng đã được miêu tả theo nhiều cách khác nhau là một sự thất bại hoặc một thất bại lớn.
Sự thất bại của chương trình này từ nhiều lý do khác nhau như "quy hoạch môi trường mà không hiểu đúng những mối tương tác giữa con người-môi trường," "tập quán và tín ngưỡng" của người Ấn Độ," "tham nhũng và thiếu kiến thức về công nghệ" và "thiếu sự hỗ trợ từ các cơ quan tôn giáo."
Tháng 12 năm 2009, Ngân hàng Thế giới đồng ý cho Ấn Độ vay 1 tỉ USD trong vòng 5 năm tới để giúp cứu vãn con sông. Theo ước tính của Ủy ban Kế hoạch, cần số vốn đầu tư 70 tỉ Rs (tương đương 1,5 tỉ USD) để làm sạch con sông.
Tháng 11 năm 2008, sông Hằng là sông duy nhất của Ấn Độ được công nhận là "Sông quốc gia", nhằm mở đường so sự hình thành Cơ quan quản lý lưu vực sông Hằng, là một cơ quan có quyền cao hơn trong việc quy hoạch, thực hiện và giám sát các biện pháp bảo vệ con sông.
Tỷ lệ mắc bệnh từ nước và ruột - chẳng hạn bệnh đường tiêu hóa, tả, lỵ, viêm gan A và thương hàn - trong số những người người sử dụng nước sông để tắm, rửa bát và đánh răng là cao, khoảng 66% mỗi năm.
Nghiên cứu gần đây của Hội đồng nghiên cứu y học Ấn Độ (ICMR) nói rằng sông như vậy là đầy đủ các chất ô nhiễm giết người mà những người sống dọc theo các bờ sông ở bang Uttar Pradesh, Bihar và Bengal dễ bị ung thư hơn so với bất cứ nơi nào khác trong cả nước. Thực hiện bởi Chương trình Đăng ký ung thư quốc gia thuộc ICMR, nghiên cứu đưa ra những phát hiện gây sốc cho thấy sông chứa đầy kim loại năng và các hóa chất gây chết người gây ra ung thư. Theo Phó Tổng Giám đốc NCRP A. Nandkumar, tỷ lệ mắc bệnh ung thư cao nhất trong cả nước ở những khu vực thóa nước từ Sông Hằng và nói rằng vấn đề sẽ được nghiên cứu sâu sắc và với những phát hiện được trình bày trong một báo cáo của Bộ Y tế nước này.

## Sinh thái và môi trường

### Cá heo sông Hằng

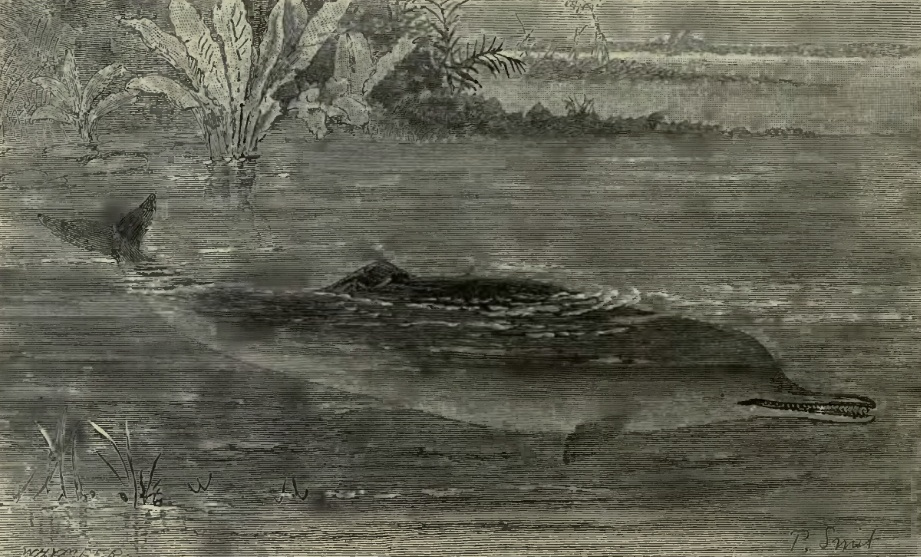
Cá heo sông Hằng dưới nét vẽ của Whymper và P. Smit, 1894.

Cá heo sông Hằng từng được sử dụng trong các trường học lớn ở các trung tâm đô thị ở cả sông Hằng và sông Brahmaputra, hiện nay bị đe dọa nghiêm trọng do ô nhiễm và việc xây đập. Số cá thể của chúng hiện giảm xuống còn 1/4 so với số lượng cách đây 15 năm, và hiện đã tuyệt chủng ở một số nhánh chính của sông Hằng. Một cuộc khảo sát gần đây của Quỹ Quốc tế Bảo vệ Thiên nhiên chỉ thấy còn 3000 cá thể thuộc lưu vực của hai sông này.
Cá heo sông Hằng là một trong 4 loài cá heo nước ngọt trên thế giới. Ba loài khác là cá heo sông Dương Tử (Lipotes vexillifer) sống trên sông Dương Tử ở Trung Quốc, hiện có thể đã tuyệt chủng; bhulan của sông Ấn ở Pakistan; và boto của sông Amazon ở Brazil. Có nhiều loài cá heo biển mà dãi phân bố của chúng cũng bao gồm các môi trường nước ngọt, nhưng 4 loài này là các loài chỉ có thể sống trong môi trường nước ngọt ở sông hoặc hồ.

### Cạn kiệt nguồn nước
Cùng với sự gia tăng ô nhiễm chưa từng thấy, sự cạn kiệt nguồn nước ngày càng trở nên tệ ở dòng sông này. Một số đoạn sông đã cạn kiệt hoàn toàn. Khu vực quanh Varanasi, dòng sông từ có độ sâu trug bình 60 mét (200 ft), nhưng ở một số nơi hiện nay chỉ sâu 10 mét (33 ft).